# Grzegorz Micuła
Grzegorz Micuła (ur. 21 listopada 1950 w Radomiu) – polski dziennikarz, fotograf, podróżnik, krajoznawca. Autor książek i przewodników turystycznych.

## Życiorys
Ukończył studia na Uniwersytecie Warszawskim. Publikował m.in. w magazynach Poznaj Świat, Światowid, Ziemia, Poznaj swój kraj; dziennik.pl, Magazyn Read&Fly. Współpracował z Polską Kroniką Filmową. Należał do pierwszego, założycielskiego składu redakcyjnego polskiego wydania magazynu Podróże, w którym w latach 1998–2005 pełnił funkcję redaktora. W tym czasie był też autorem wielu artykułów i fotoreportaży. Jest autorem kilkudziesięciu książek i przewodników turystycznych. Jego publikacje były tłumaczone m.in. na język angielski, hiszpański, niemiecki. Wieloletni wiceprezes Stowarzyszenia Dziennikarzy Podróżników Globtroter, w którym poznał Olgierda Budrewicza. Po jego śmierci zajął się porządkowaniem spuścizny pisarza i publikowaniem wspomnień. Był konsultantem biograficznym przy filmie Olgierd Budrewicz. Byłem wszędzie upamiętniającym legendarnego podróżnika.
Żonaty z dziennikarką Alicją Micułą, dwie córki – Joanna i dziennikarka Magdalena Pinkwart. Jego zięciem jest pisarz i podróżnik Sergiusz Pinkwart.

## Książki
- Jaskinie Gór Świętokrzyskich, Wydawnictwo SKPŚ, Warszawa 1976
- Geologia Gór Świętokrzyskich, Wydawnictwo SKPŚ, Warszawa 1977
- Warszawskie pomniki, Wydawnictwo KRAJ, Warszawa 1990 (autor zdjęć)
- Wilno. Przewodnik turystyczny, Wydawnictwo PTTK „KRAJ”, Warszawa 1991, ISBN 83-7005-285-1
- Pielgrzymki do polskich sanktuariów, Wydawnictwo COIT, Warszawa 1992
- Przewodnik po polskich parkach narodowych, Wydawnictwo ECDEM, 1995
- Cypr, Wydawnictwo PTTK Kraj, Warszawa 1996, ISBN 83-7005-372-6
- Świątynie, misteria, sanktuaria, Wydawnictwo United Publishers, Warszawa 1997
- Tunezja. informator turystyczny, Wydawnictwo TOUR PRESS, Warszawa 1998, 1999, 2000
- Najciekawsze zabytki Europy, Wydawnictwo Sport i Turystyka, Warszawa 1998, 2001, 2004 (współautor)
- Z Karolem Wojtyłą, wędrowanie po Polsce. Wydawnictwo PAI SA, Warszawa 2002 (współautor)
- Od Las Palmas do Pekinu, Wydawnictwo OPRESS. Kraków 2004 (współautor)
- Majorka, Minorka i Ibiza, Przewodniki Wiedzy i Życia, Wydawnictwo Hachette Livre Polska, Warszawa 2004, ISBN 83-7184-125-6
- Mallorca, Menorca and Ibiza, Eyewitness Travel Guide, Dorling Kindersley Ltd., London 2004, ISBN 1-40530281-X
- Wilno (seria Od środka), Wydawnictwo RM, Warszawa 2005, 2007, 2012, 2014, 2015, ISBN 83-7243-440-2,
- Cypr, Przewodniki Wiedzy i Życia, Wydawnictwo Hachette Livre Polska, Warszawa 2006 (z Magdalena Pinkwart), ISBN 83-7184-379-8, ISBN 978-83-7243-676-7, ISBN 978-83-7243-938-4, ISBN 978-83-7773-285-4
- Cyprus, Eyewitness Travel Guide, Dorling Kindersley Ltd., London 2006
- Polska dla młodego podróżnika, Wydawnictwo DEMART, Warszawa 2006
- Polska dla dzieci, Wydawnictwo DEMART, Warszawa 2006
- Polska. Noclegi w Zabytkach, Wydawnictwo Muza SA, Warszawa 2007 (z Barbara Kaniewska)
- Szwecja. przewodnik ilustrowany, Wydawnictwo Pascal, Bielsko-Biała 2008
- Skandynawia. Przewodnik ilustrowany, Wydawnictwo Pascal, Bielsko-Biała 2009 (współautor)
- Polska najciekawsze zabytki, Wydawnictwo Sport i Turystyka, Warszawa 2010 (współautor)
- Polska Od Tatr do Bałtyku, Wydawnictwo ARKADY, Warszawa 2010
- Polska A-Z, Wydawnictwo DEMART, Warszawa 2012
- Miasta EURO 2012, Wydawnictwo Langensheidt Berlitz, Warszawa 2012
- Sztokholm, Wydawnictwo Pascal, Warszawa 2014, ISBN 978-83-7642-239-8
- Zimowy przewodnik po Polsce, Grupa Wydawnicza Foksal, Warszawa 2014
- Polska! Poland, polsko-angielski przewodnik po zabytkach i przyrodzie, Wydawnictwo ARKADY, Warszawa 2015, ISBN 978-83-213-4883-4
- Szwecja. Praktyczny Przewodnik (eBook), Wydawnictwo Pascal, Warszawa 2016
- Barwy Polski, Wydawnictwo ARKADY, Warszawa 2016 (autor tekstu do albumu fotografii Zenona Żyburtowicza), ISBN 978-83-213-4932-9
- Olgierd Budrewicz dżentelmen w podróży – wspomnienia przyjaciół, Instytut Wydawniczy ERICA, Warszawa 2016, ISBN 978-83-65310-99-6
- Polska dla dzieci – atlas samochodowy i przewodnik, Wydawnictwo DEMART, Warszawa 2017
- Krosno, Jasło, Biecz, Gorlice i okolice. Przewodnik, Wydawnictwo Globalna Wioska, 2017, ISBN 978-83-920640-6-0

## Filmografia
- Polska Kronika Filmowa, 1980-1981 (współpraca)
- Olgierd Budrewicz. Byłem wszędzie, 2013 (współpraca reżyserska, konsultacja biograficzno-historyczna)

## Nagrody
- 1995 Nagroda Klubu Publicystyki Turystycznej Stowarzyszenia Dziennikarzy RP
- 1997 Złoty Jaśmin – Nagroda Narodowej Organizacji Turystycznej Tunezji (ONTT)
- 2000 Nagroda Stowarzyszenia Dziennikarzy Podróżników Globtroter
- 2017 Nagroda 25. Ogólnopolskiego Przeglądu Książki Krajoznawczej i Turystycznej za polsko-angielski przewodnik po zabytkach i przyrodzie Polska! Poland